# Pipit rousseline
Anthus campestris
Espèce
Statut de conservation UICN

 LC  : Préoccupation mineure
Le Pipit rousseline (Anthus campestris) est une espèce de passereaux appartenant à la famille des Motacillidae.

## Morphologie
Le pipit rousseline est de couleur sable sur le dessus et crème sur le dessous. Il a un sourcil crème et les pattes jaunâtres. Il mesure de 16 à 18 centimètres et a une envergure de 25 à 28 centimètres[réf. nécessaire].

## Comportement

### Reproduction

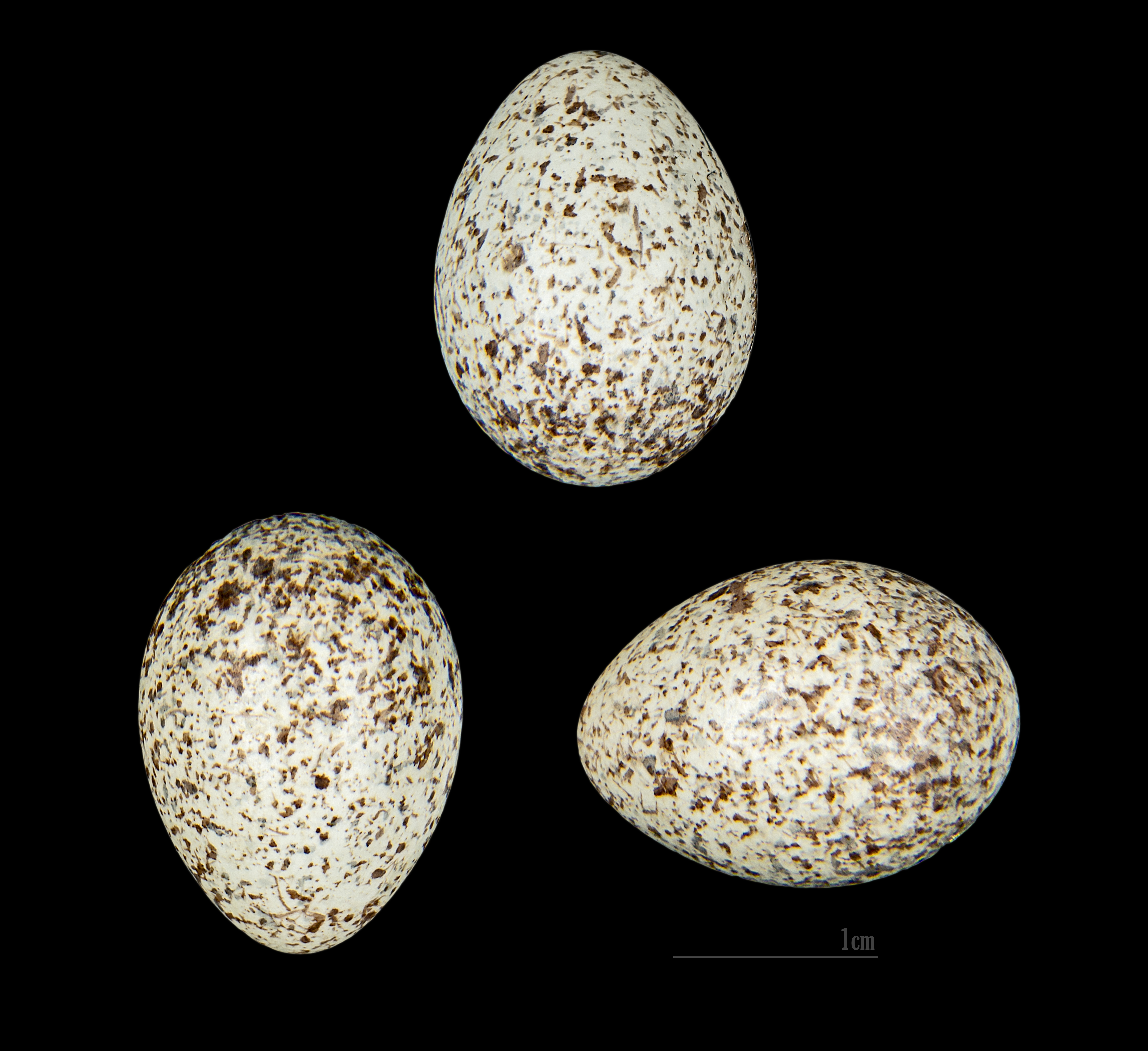
Œufs de Anthus campestris Muséum de Toulouse.

Il niche à même le sol, souvent à l'abri d'un arbuste. La ponte est de 4 à 5 œufs couvés pendant une quinzaine de jours. Les petits, nidicoles, sont couverts d'un duvet beige. Ils quittent le nid vers 2 semaines.

## Répartition et habitat

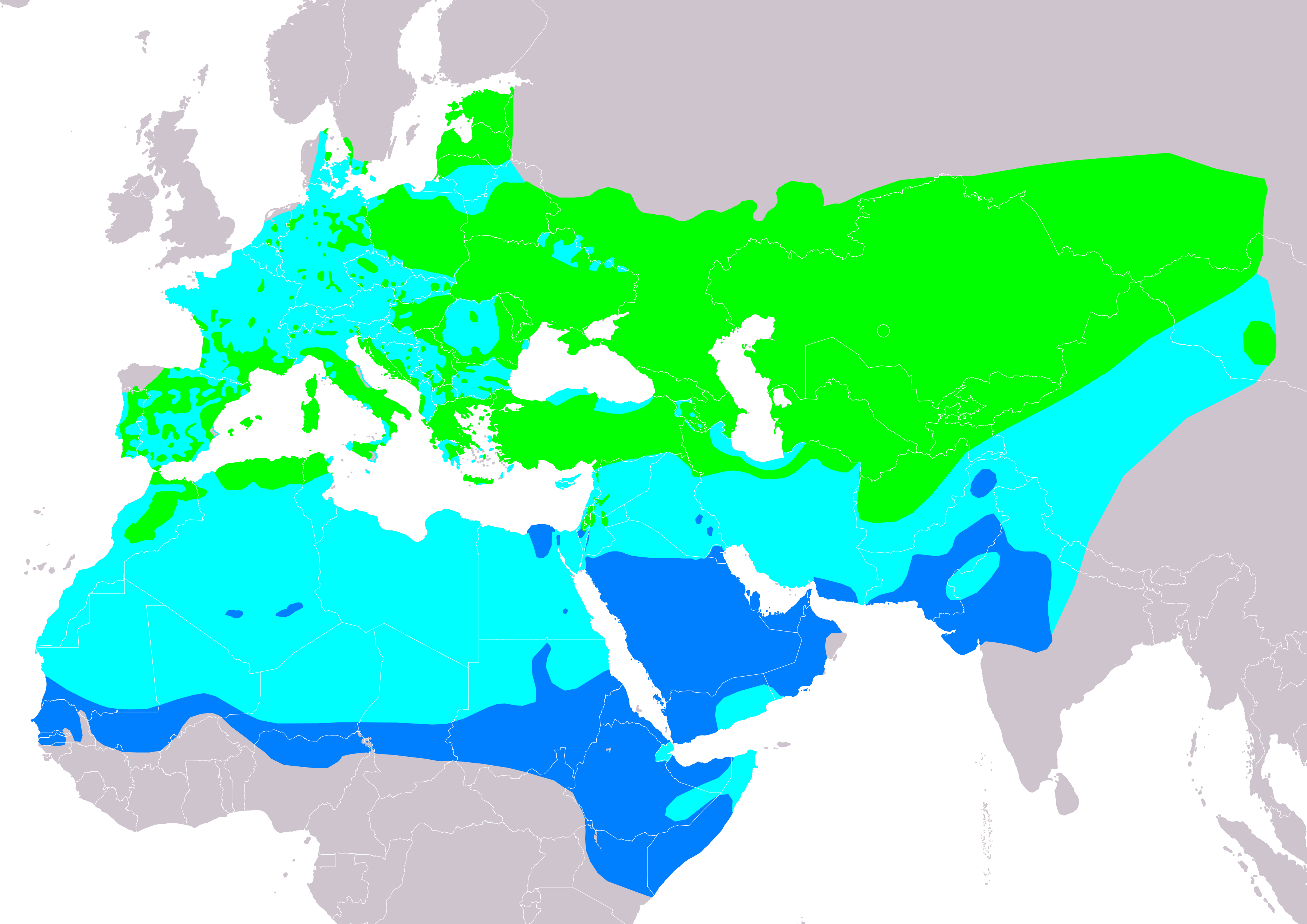
Carte de répartition du pipit rousseline d'après l'UICN en 2019

On le rencontre dans la moitié Nord de l'Afrique, en Asie ainsi qu'en Europe, où il se trouve dans la péninsule ibérique, dans le midi de la France, dans la péninsule italienne, et Grèce et en Turquie et dans les steppes du sud de l'Ukraine et de la Russie européenne. Il est rare sur les bords de la Baltique et fort rare dans les Îles britanniques. Il fréquente les steppes, landes et garrigues où il se nourrit d'insectes.

## Systématique
L'espèce a été décrite  par le naturaliste suédois Carl von Linné en 1758, sous le nom initial de Alauda campestris .

### Synonyme
- Alauda campestris Linné, 1758 (protonyme)

## Conservation
L'Union internationale pour la conservation de la nature classe le pipit rousseline comme préoccupation mineure. En Wallonie, l’espèce est classée en catégorie EX (éteinte) dans la liste rouge des espèces menacées depuis 1949.